# Michaelskirche (Gerstetten)

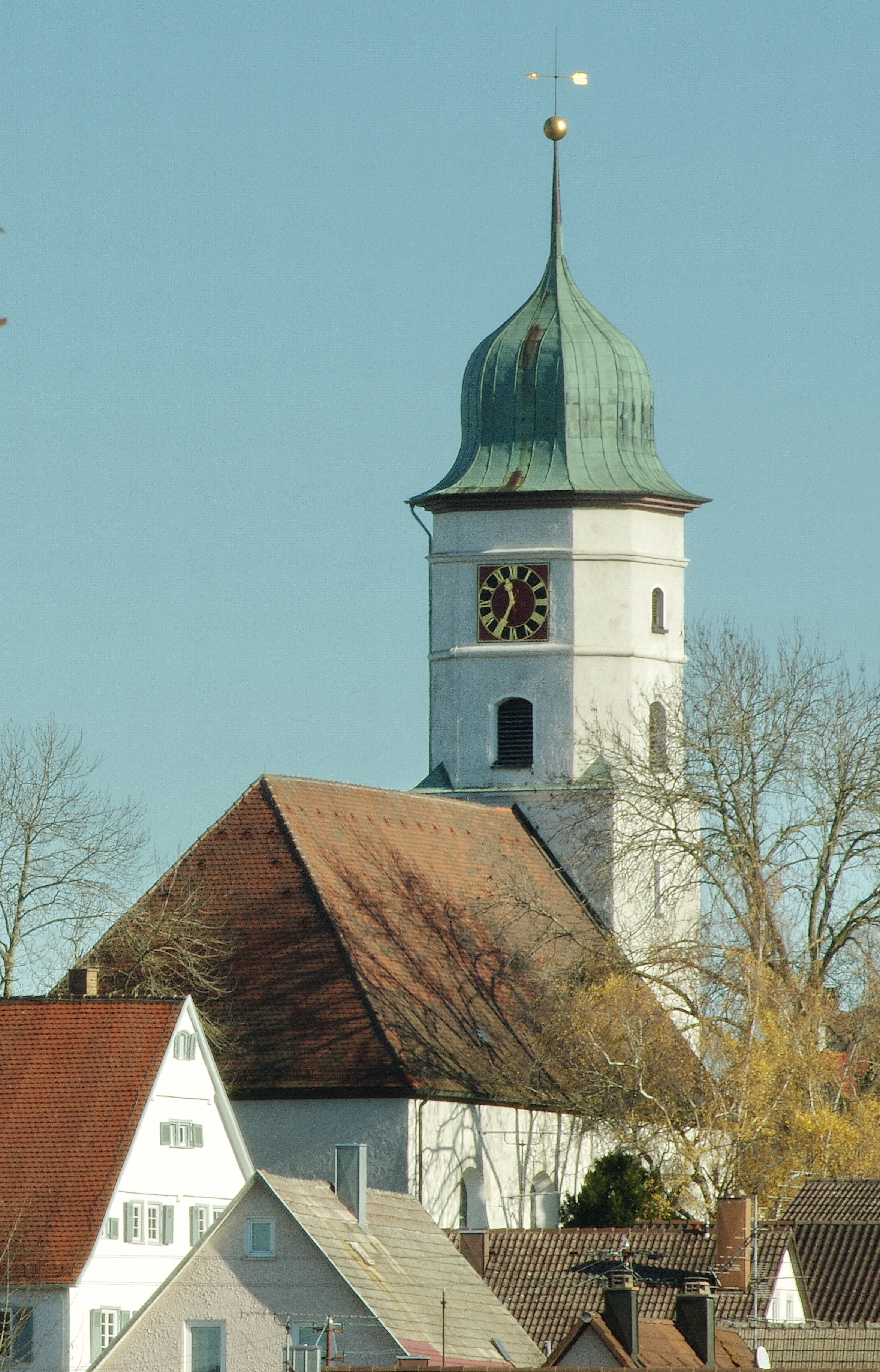
Michaelskirche in Gerstetten

Die evangelische Michaelskirche (auch: „Obere Kirche“) steht in Gerstetten im Landkreis Heidenheim in Baden-Württemberg. Das Bauwerk ist beim Landesamt für Denkmalpflege Baden-Württemberg als Baudenkmal eingetragen. Die Kirche gehört zum Kirchenbezirk Heidenheim der Evangelischen Landeskirche in Württemberg.

## Beschreibung

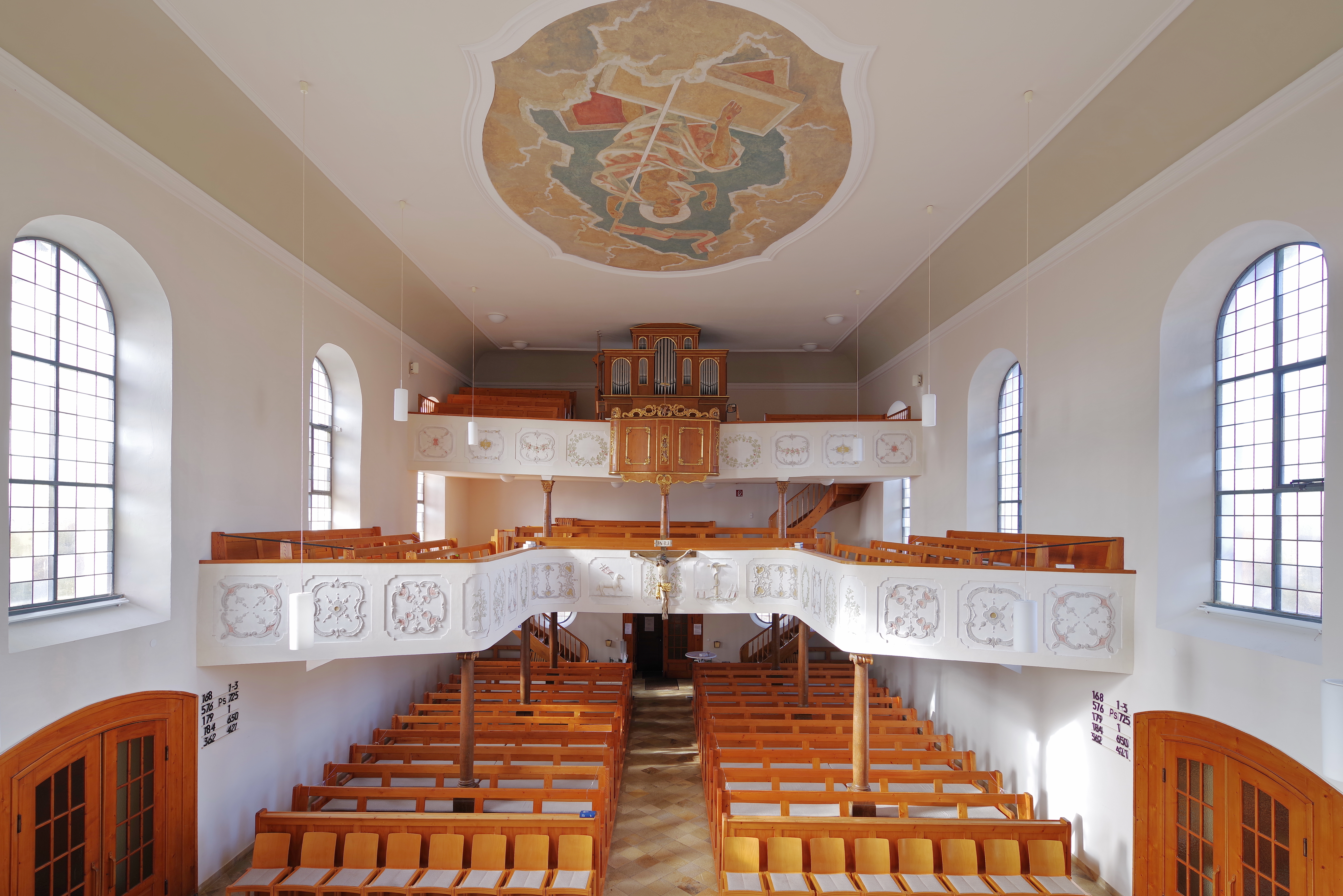
Innenansicht

Die 1774 erbaute Saalkirche besteht aus einem Langhaus, dem 1786 hinzugefügten Ostturm auf quadratischem Grundriss und der Sakristei an dessen Südwand. Die achteckigen, mit einer Glockenhaube abgeschlossenen Obergeschosse des Turms beherbergen unten den Glockenstuhl und darüber die Turmuhr.
Die Orgel verfügt über 13 Register auf zwei Manualen und Pedal und wurde 1853 als Opus 7 von der Giengener Orgelmanufaktur Gebr. Link gebaut. Nach einem Umbau 1937 erfolgte 1994 eine Restaurierung und 2021 eine Überholung.